# Теймуров, Ризван Рахман оглы
Ризван Рахман оглы Теймуров (азерб. Rizvan Rəhman oğlu Teymurov; 16 апреля 1967 — 9 декабря 1991) — сотрудник правоохранительных органов Республики Азербайджан, Национальный Герой Азербайджана (1992).

## Биография
Родился Ризван Теймуров 16 апреля 1967 года в селе Ашагы Кушчулар, Шушинского района, Азербайджанской ССР в семье сельской интеллигенции. В 1984 году завершил обучение в средней общеобразовательной школе в родном селе. В 1985 году был призван на срочную военную службу в ряды Советской армии. Служил в Омской области. Демобилизовавшись в 1987 году, он возвращается на родину. Через несколько месяцев Ризван уехал работать в РСФСР в Архангельскую область. События января 1990 года вынудили Теймурова вернуться в родные края. Некоторое время он работал в сфере общественного питания в родном районе. Затем поступил на работу в полицейский полк, созданный при Управлении внутренних дел Шушинского района.
С первых же дней своей службы в правоохранительных органах Азербайджанской Республики он был брошен на тяжёлый участок работы, в бой. Данный полицейский полк нёс службу на территории Шушинского района по предотвращению незаконных действий со стороны противника. В ходе военных операций были уничтожены десятки боевиков в сёлах Карадаглы, Сырхавенд, Умудлу, Мешали, Джамилли. 9 декабря 1991 года в кровопролитных боях в окрестностях населённого пункта Киркиджана Ризван Теймуров погиб.
Женат не был.

## Память
Указом Президента Азербайджанской Республики № 264 от 8 октября 1992 года Ризвану Рахман оглы Теймурову было присвоено звание Национального Героя Азербайджана (посмертно).
Похоронен в селе Кушчулар Шушинского района.
Его именем названа одна из улиц в Низаминском районе столицы Азербайджана городе Баку, а также средняя школа в родном селе Кушчулар.
В 2020 году был изготовлен и установлен бюст Ризвана Теймурова.